# Moonlight (film, 2016)
Pour les articles homonymes, voir Moonlight.
Pour plus de détails, voir Fiche technique et Distribution.
Moonlight, ou Moonlight : L'Histoire d'une vie au Québec, est un film dramatique américain écrit et réalisé par Barry Jenkins, sorti en 2016. Il s'agit de l'adaptation de la pièce de théâtre In Moonlight Black Boys Look Blue de Tarell Alvin McCraney.
Pendant trois périodes cruciales de sa vie (neuf-dix ans, seize-dix-sept ans et dix ans plus tard), Chiron, un Afro-Américain de Miami se bat contre son milieu (scolaire) et sa famille (mère droguée) pour vivre son homosexualité, essayant de s'affirmer tout en demeurant fidèle à lui-même.
Le film début alors qu'un enfant est régulièrement martyrisé par les enfants de son âge. Juan, un dealer, et sa conjointe Teresa lui offrent régulièrement l'hospitalité. Il est isolé et subit un harcèlement quotidien. Un seul enfant lui offre un contact amical, Kevin. Adolescent, il est la victime désignée d'un petit groupe d'élèves de son école. Il baisse la tête et subit. Une nuit, après une errance en métro, il se retrouve seul sur une plage, à ne rien attendre. Apparaît Kevin. Ils se révèlent et s'embrassent finalement. Le lendemain, il est soumis à une provocation et son nouvel ami est poussé à le frapper. Il ne dénonce personne. Le lendemain, en arrivant en classe, il abat une chaise sur le meneur de la bande.
Récompensé à de multiples reprises, il obtient notamment l'Oscar du meilleur film en 2017.

## Synopsis

### Little
À Liberty City, à Miami, le trafiquant de drogue afro-cubain Juan trouve Chiron, un enfant introverti qui porte le surnom de « Little », se cachant d'un groupe de brutes dans un crackhouse (en). Juan laisse Chiron passer la nuit avec lui et sa petite amie Teresa avant de rendre Chiron à sa mère Paula, qui l'empêche par la suite de regarder la télévision pour le punir de l'avoir inquiétée. Chiron continue de passer du temps avec Juan, qui lui apprend à nager et lui prodigue des conseils pour lui permettre de faire son propre chemin dans la vie.
Une nuit, Juan rencontre Paula en train de fumer du crack avec l'un de ses clients. Juan la réprimande par rapport à sa dépendance et pour avoir négligé son fils et, elle, lui reproche de lui avoir vendu du crack en premier, les deux personnages se disputent l'éducation de Chiron. Elle laisse entendre qu'elle sait pourquoi Chiron est tourmenté par ses camarades, faisant allusion à « la façon dont il marche », avant de rentrer chez elle et de déverser ses frustrations sur Chiron. Le lendemain, Chiron dit à Juan et à Teresa qu'il déteste sa mère et demande ce que signifie le mot « tapette ». Juan le décrit comme « un mot utilisé pour que les homosexuels se sentent mal ». Il dit à Chiron qu'il est normal d'être gay et qu'il ne devrait pas permettre aux autres de se moquer de lui. Cette première partie du film se termine après que Chiron a demandé à Juan s'il avait vendu de la drogue à Paula, et il part alors que Juan semble affolé et plein de remords.

### Chiron
Maintenant adolescent, Chiron jongle avec le harceleur de l'école Terrel et passe du temps avec Teresa, qui vit seule depuis la mort de Juan. Paula laisse sa folle dépendance et la prostitution prendre le dessus et oblige Chiron à lui donner de l'argent que Teresa lui prête. Une nuit, Chiron fait un rêve dans lequel son ami Kevin fait l'amour avec une fille dans le jardin de Teresa. Un autre soir, Kevin rend visite à Chiron sur la plage près de sa maison. Tout en fumant un joint, les deux discutent de leurs ambitions et du surnom que Kevin a donné à Chiron quand ils étaient enfants. Ils s'embrassent et Kevin le masturbe.
Le lendemain matin, Terrel manipule Kevin pour qu'il participe à un rituel de bizutage. Kevin frappe à contrecœur Chiron jusqu'à ce qu'il soit incapable de se lever avant de regarder Terrel et ses hommes de main le battre. Lorsque le directeur l'a exhorté à révéler l'identité de ses agresseurs, Chiron, ne voulant pas livrer Kevin, refuse et déclare que les dénoncer ne résoudrait rien. Le lendemain, un Chiron déterminé entre en classe et casse une chaise sur le dos de Terrel. La police arrive et arrête Chiron pour voies de fait, l'envoyant dans un centre de détention pour mineurs.

### Black
Désormais surnommé « Black », Chiron, devenu adulte, est libéré de prison et vend de la drogue à Atlanta. Il reçoit des appels fréquents de Paula qui lui demande de lui rendre visite en cure de désintoxication. Un jour, il reçoit un appel de Kevin, qui l'invite à lui rendre visite si jamais il décidait de venir, un jour, à Miami. Lors de sa visite à Paula, Chiron rompt son silence. Sa mère reconnait ses erreurs et s'excuse de ne pas l'avoir aimé quand il en avait le plus besoin et lui dit qu'elle l'aime même s'il ne l'aime pas en retour. Finalement, les deux se réconcilient en pleurant avant que Paula ne laisse son fils partir.
Chiron se rend à Miami et retrouve Kevin, qui travaille maintenant dans un restaurant. Lorsque ses tentatives pour sonder Chiron au sujet de sa vie aboutissent au silence, Kevin lui dit qu'il a eu un enfant avec une ex-petite amie et que, bien que la relation soit terminée, il est comblé par son rôle de père. Chiron fait de même en parlant de son trafic de drogue inattendu et demande plusieurs fois à Kevin pourquoi il l'a appelé, ce à quoi Kevin répond qu'une chanson jouée par le juke-box lui a fait penser à Chiron. Après que Kevin a servi le dîner de Chiron, ils se rendent tous les deux dans son appartement. Kevin dit à Chiron qu'il est heureux malgré le fait que sa vie ne se soit pas déroulée comme il l'avait espéré, ce qui a entraîné la rupture avec Chiron, et admet qu'il n'a été intime avec personne depuis leur rencontre au lycée et depuis son arrestation. Kevin le réconforte, en le prenant dans ses bras. Dans un flashback, « Little » se redresse sur une plage au clair de lune (moonlight en anglais).

## Fiche technique
Sauf indication contraire, les informations mentionnées dans cette section peuvent être confirmées par la base de données cinématographiques IMDb,  présente dans la section « Liens externes ».
- Titre original et français : Moonlight
- Titre québécois : Moonlight : L'Histoire d'une vie
- Réalisation : Barry Jenkins
- Scénario : Barry Jenkins, d'après la pièce de théâtre In Moonlight Black Boys Look Blue de Tarell Alvin McCraney
- Musique : Nicholas Britell
- Direction artistique : Hannah Beachler
- Décors : Mabel Barba
- Costumes : Caroline Eselin (it)
- Photographie : James Laxton
- Montage : Joi McMillon (en) et Nat Sanders
- Production : Dede Gardner, Jeremy Kleiner et Adele Romanski
- Sociétés de production : A24 Films et Plan B Entertainment
- Société de distribution : A24 Films
- Pays d’origine :  États-Unis
- Langue originale : anglais
- Format : couleur - 35 mm - 2.35:1 - Dolby numérique
- Genre : drame
- Durée : 110 minutes
- Dates de sortie :
  - États-Unis : 2 septembre 2016 (Festival du film de Telluride) ; 21 octobre 2016 (sortie nationale)
  - Québec : 11 novembre 2016
  - Belgique, France : 1er février 2017
  - Suisse romande : 15 mars 2017

## Distribution
- Chiron Harris, le personnage principal
  - Alex R. Hibbert (VFB : Igor Van Dessel) : Chiron, enfant / « Little »
  - Ashton Sanders (VFB : Maxime Van Santfoort ; VQ : Xavier Dolan) : Chiron, adolescent / « Chiron »
  - Trevante Rhodes (VFB : Nicolas Matthys ; VQ : Fayolle Jean Jr.) : Chiron, adulte / « Black »
- Kevin Jones, l'ami de Chiron
  - Jaden Piner (VFB : Hugo Devillez) : Kevin, enfant
  - Jharrel Jerome (VFB : Maxym Anciaux ; VQ : Alexandre Bacon) : Kevin, adolescent
  - André Holland (VFB : Michelangelo Marchese ; VQ : Martin Watier) : Kevin, adulte
- Mahershala Ali (VFB : Erwin Grünspan ; VQ : Daniel Picard) : Juan, le mentor de Chiron
- Janelle Monáe (VFB : Mélanie Dermont ; VQ : Catherine Proulx-Lemay) : Teresa, la femme de Juan
- Naomie Harris (VFB : France Bastoen ; VQ : Pascale Montreuil) : Paula Harris, la mère de Chiron
- Patrick Decile (VQ : Hugolin Chevrette-Landesque) : Terrel, le chef des brutes de l'école de Chiron
- Shariff Earp (VQ : Louis-Philippe Berthiaume) : Terrence
- Duan Sanderson : Azu
- Edson Jean : M. Pierce
- Jesus C. Mitchell : le vieux gardien de l'école

## Production

### Développement
En 2003, Tarell Alvin McCraney a écrit la pièce semi-autobiographique In Moonlight Black Boys Look Blue pour faire face au décès de sa mère du sida. La pièce de théâtre a été abandonnée pendant environ une décennie avant de servir de base à Moonlight.
Après la sortie de son premier long métrage Medicine for Melancholy en 2008, Barry Jenkins a écrit divers scénarios, dont aucun n'est entré en production. En janvier 2013, la productrice Adele Romanski a exhorté Jenkins à réaliser un deuxième film. Les deux ont réfléchi quelques fois par mois via le chat vidéo, dans le but de produire un film « cinématographique et personnel » à petit budget. Jenkins a été présenté au jeu de McCraney par le biais du collectif des arts Borscht à Miami. Après des discussions avec McCraney, Jenkins a écrit le premier projet du film lors d'une visite d'un mois à Bruxelles,.
Bien que la pièce originale contienne trois parties, elles se sont déroulées simultanément afin que le public puisse vivre une journée dans la vie de Little, Chiron et Black simultanément. En fait, il n'est pas précisé que les personnages sont la même personne avant la moitié de la pièce. Jenkins a plutôt choisi de diviser les trois parties de la pièce originale en chapitres distincts et de se concentrer sur l'histoire de Chiron du point de vue d'un allié,.
Le résultat a été un scénario qui reflétait l'éducation similaire de Jenkins et McCraney. Le personnage Juan était basé sur le père du frère de McCraney, qui était aussi un « défenseur » d'enfance de McCraney, tout comme Juan pour Chiron. De même, Paula était une représentation des mères de Jenkins et de McCraney, qui luttaient toutes deux contre les toxicomanies. McCraney et Jenkins ont également grandi à Liberty Square à Miami, un lieu principal du film.
Jenkins a cherché du financement pour le film en 2013, trouvant le succès après avoir partagé le script avec les dirigeants de Plan B Entertainment au Telluride Film Festival de l'année. Dede Gardner et Jeremy Kleiner de Plan B Entertainment sont devenus producteurs du film tandis que A24 s'est engagé à le financer et à gérer la distribution mondiale, qui a marqué la première production de la société.

### Attribution des rôles
Différents acteurs interprètent Chiron et Kevin dans chaque chapitre du film. Ashton Sanders assure le rôle de l'adolescent Chiron. Alex Hibbert et Jaden Piner ont été choisis pour les rôles de l'enfant Chiron et de l'enfant Kevin, respectivement, dans un casting ouvert à Miami,. Trevante Rhodes a auditionné à l'origine pour le rôle de Kevin, avant d'être choisi pour interpréter Chiron adulte.
André Holland avait auparavant joué dans des pièces de McCraney et avait lu In Moonlight Black Boys Look Blue une décennie avant la sortie du film. Holland a été attiré par le rôle de Kevin adulte lors de la lecture du script du film, déclarant, « [Le script] était la meilleure chose que j'aie jamais lu ».
Naomie Harris était initialement réticente à interpréter Paula, déclarant qu'elle ne voulait pas jouer une représentation stéréotypée d'une femme noire. En répondant à ses inquiétudes, Jenkins a souligné la représentation du personnage de sa mère et de celle de McCraney. Harris a plus tard commenté que même si elle avait précédemment juré de ne pas dépeindre un accro au crack, le scénario du film et la tolérance du réalisateur lui plaisaient. En préparation de son rôle, Harris a regardé des entrevues avec des personnes ayant une dépendance au crack, et a rencontré des femmes toxicomanes. Elle a lié ses expériences d'intimidation aux tentatives des toxicomanes d'échapper au traumatisme,.
Romanski a proposé que Juan soit joué par Mahershala Ali, qui avait un rôle dans l'un de ses films précédemment produits, Kicks. Jenkins était hésitant lors du casting d'Ali en raison de son rôle de Remy Danton dans House of Cards ; cependant, il a été convaincu après avoir été témoin de la gamme d'acteurs d'Ali et de sa compréhension de son personnage. Ali a considéré le rôle une occasion importante de dépeindre un mentor mâle afro-américain, et s'est appuyé sur ses expériences de « [grandir] avec un Juan ». Janelle Monáe a été envoyée le script et immédiatement liée à son rôle de Teresa, commentant qu'elle aussi avait des membres de la famille avec des luttes similaires concernant les drogues et l'identité sexuelle.

### Tournage
Le tournage a commencé le 14 octobre 2015 à Miami, en Floride. Après avoir exploré des endroits à Miami avec Romanski, Jenkins a fait un effort pour filmer dans des endroits où il vivait auparavant. Liberty Square, un projet de logement situé dans le quartier de Liberty City, a été choisi comme l'un des principaux emplacements alors que McCraney et Jenkins ont grandi dans la région. Le film a été tourné sans être dérangé depuis que Jenkins avait des parents vivant dans la région, bien que les acteurs et l'équipe aient été escortés par la police. Naomie Harris a témoigné :

« C'était la première fois que quelqu'un venait dans leur communauté et voulait la représenter à l'écran, et puisque Barry Jenkins avait grandi dans les parages, il y avait ce sentiment de fierté et ce désir de soutenir Jenkins. On ressentait cet amour de la communauté que je n'ai jamais ressenti ailleurs, nulle part dans le monde, et c'était tellement étrange que cela se soit produit dans un endroit où les gens s'attendaient à l'opposé. »

Pendant le tournage, Jenkins s'est assuré que les trois acteurs de Chiron ne se rencontraient qu'après le tournage pour éviter toute imitation des uns par les autres. Par conséquent, Rhodes, Sanders et Hibbert ont filmé dans des périodes distinctes de deux semaines. Mahershala Ali s'est fréquemment rendu à Miami des week-ends consécutifs pour filmer pendant la production d'autres projets. Naomie Harris a tourné toutes ses scènes en trois jours sans répétitions, tandis qu'André Holland a filmé la totalité de ses scènes en cinq. Le film a été tourné en vingt-cinq jours.
Jenkins a travaillé avec le directeur de la photographie et son ami de longue date James Laxton, qui avait auparavant tourné Medicine for Melancholy. Les deux ont choisi d'éviter le « look documentaire » et ont donc tourné le film en utilisant un écran large CinemaScope sur un appareil photo numérique Arri Alexa, ce qui rendait mieux la couleur de peau. Avec le coloriste Alex Bickel, ils ont encore atteint cet objectif en créant une nuance de couleur qui augmentait le contraste et la saturation tout en préservant les détails et la couleur. En conséquence, les trois chapitres du film ont été conçus pour imiter différents types de films. Le premier chapitre a émulé le Fujifilm pour intensifier les teintes de peau du casting. Le deuxième chapitre a imité le stock de films Agfa, qui a ajouté du cyan aux images, tandis que le troisième chapitre a utilisé un stock de films Kodak modifié.

### Montage
Le film a été monté à Los Angeles par Joi McMillon et Nat Sanders, anciens camarades de classe de Jenkins. Sanders était responsable de l'édition des premier et deuxième chapitres. McMillon était responsable du troisième acte qui a inclus la « scène de dîner », un favori du directeur de la photographie Laxton.

### Musique
La musique du film Moonlight est composée par Nicholas Britell. La bande originale sort le 21 octobre 2016, comprenant seize chansons originales de ce dernier, ainsi que celles de Goodie Mob, Boris Gardiner et Barbara Lewis.
| 1.  | Every N****r Is a Star                                                                        | Boris Gardiner   | 3:19 |
| 2.  | Little's Theme                                                                                | Nicholas Britell | 0:59 |
| 3.  | Ride Home                                                                                     | Britell          | 0:47 |
| 4.  | Vesperae solennes de confessore – Laudate dominum, K. 339 (Excerpt) (Wolfgang Amadeus Mozart) | Britell          | 1:42 |
| 5.  | The Middle of the World                                                                       | Britell          | 2:02 |
| 6.  | The Spot                                                                                      | Britell          | 1:23 |
| 7.  | Interlude                                                                                     | Britell          | 0:25 |
| 8.  | Chiron's Theme                                                                                | Britell          | 0:56 |
| 9.  | Metrorail Closing                                                                             | Britell          | 1:42 |
| 10. | Chiron's Theme Chopped & Screwed (Knock Down Stay Down)                                       | Britell          | 2:08 |
| 11. | You Don't Even Know                                                                           | Britell          | 2:20 |
| 12. | Don't Look at Me                                                                              | Britell          | 0:36 |
| 13. | Cell Therapy                                                                                  | Goodie Mob       | 4:37 |
| 14. | Atlanta Ain't but so Big                                                                      | Britell          | 0:55 |
| 15. | Sweet Dreams                                                                                  | Britell          | 0:58 |
| 16. | Chef's Special                                                                                | Britell          | 1:10 |
| 17. | Hello Stranger                                                                                | Barbara Lewis    | 2:43 |
| 18. | Black's Theme                                                                                 | Britell          | 0:56 |
| 19. | Who Is You?                                                                                   | Britell          | 0:53 |
| 20. | End Credits Suite                                                                             | Britell          | 5:13 |
| 21. | Bonus Track: The Culmination                                                                  | Britell          | 1:55 |

## Sortie et accueil

### Promotion
L'affiche du film reflète sa structure en triptyque, elle représente les trois visages de Chiron aux trois époques de sa vie dépeintes dans le film. Les producteurs n'entreprennent aucune autre action de promotion, l'intérêt pour le film se développe jusqu'aux Oscars uniquement grâce aux critiques positives dont il bénéficie. La bande-annonce du film sort le 11 août 2016, à temps pour la saison des festivals. Mark Olsen du Los Angeles Times le présente comme « l'un des films les plus attendus pour l'automne. »
Le 27 février 2017, lendemain de la remise des Oscars, la marque Calvin Klein lance, avec une synchronisation remarquable, une campagne publicitaire pour des sous-vêtements avec pour mannequins quatre des acteurs noirs du film.

### Festivals et sorties
Moonlight est présenté en avant-première mondiale le 2 septembre 2016 au Festival du film de Telluride, avant sa sortie nationale aux États-Unis le 21 octobre 2016. Le film est également projeté dans de nombreux festivals à la fin de l'année, le Festival international du film de Toronto, celui de New York ou encore celui de Londres.
Le 26 février 2017, le film se voit décerner 3 oscars : celui du meilleur film, celui du meilleur scénario adapté, et celui du meilleur second rôle masculin. Cette dernière récompense est décernée à Mahershala Ali, il est le premier acteur musulman à recevoir un oscar.
La remise de l'oscar du meilleur film est l'occasion d'une bévue mémorable. En effet, devant des centaines de millions de téléspectateurs, la prestigieuse statuette est remise par erreur aux producteurs de La La Land. Ceux-ci ont déjà entamé un discours de remerciements quand la méprise leur est signalée dans une confusion et un désordre tout à fait inhabituels dans ce genre de cérémonie. Confusion d'autant plus grande que La La Land faisait figure de favori pour cette récompense,.

### Accueil critique
Moonlight a rencontré un accueil critique très favorable, obtenant 98 % d'avis favorables sur le site Rotten Tomatoes, basés sur 233 commentaires collectés et une note moyenne de 9⁄10 et un score de 99⁄100 sur le site Metacritic, basé sur 48 commentaires collectés. En France, il obtient une note moyenne de 4,2⁄5 sur le site AlloCiné, basée sur 38 critiques de presse collectées.
Sur Rotten Tomatoes, le film détient une note d'approbation de 98% basé sur 368 avis, avec une note moyenne de 8,99 / 10. Le consensus critique du site Web se lit comme suit : « Moonlight utilise l'histoire d'un homme pour offrir un regard remarquable et brillamment conçu sur des vies trop rarement vues au cinéma. » Sur Metacritic, le film détient un score de 99 sur 100, basé sur 53 critiques, indiquant « l'acclamation universelle ». Sur les deux sites Web, il s'agissait du film le mieux noté sorti en 2016.
David Rooney de The Hollywood Reporter a écrit une critique positive après la première de Moonlight au Telluride Film Festival 2016. Il a salué les performances des acteurs et a décrit la cinématographie de James Laxton comme « fluide et séduisante, trompeusement moelleuse, et traversée avec une compassion brûlante ». Rooney a conclu que le film « frappera des accords tangibles pour tous ceux qui ont déjà eu des problèmes d'identité, ou pour trouver des connexions dans un monde solitaire. » Dans une revue uniformément positive pour Time Out New York, Joshua Rothkopf a donné Moonlight cinq étoiles sur cinq et a loué la direction de Barry Jenkins.
Brian Formo de Collider a attribué à Moonlight une note de « A -», applaudissant les performances et la direction, mais affirmant que le film « est plus personnel et important qu'il ne l'est ». De même, Jake Cole de Slant Magazine a fait l'éloge de l'acteur, mais a critiqué le scénario et a fait valoir que « une grande partie du film se sent à l'ancienne ». Dans une revue pour The Verge, Tasha Robinson a déploré les détails de l'intrigue omis entre les trois actes du film, mais a écrit que « ce qui se rend à l'écran est inoubliable ».
Tout en discutant du film après sa projection au Festival international du film de Toronto 2016, Justin Chang du Los Angeles Times a décrit Moonlight comme « douloureusement romantique et inhabituellement sage », estimant que le film était l'un des premiers candidats aux Oscars. Chang a également écrit : « [Barry Jenkins] a fait un film qui exhorte le spectateur à regarder au-delà de l'apparence de Chiron et de ses signifiants superficiels de l'identité, grimpant à l'intérieur de stéréotypes familiers afin de les démonter tranquillement de l'intérieur... [Moonlight] ne fait pas dire beaucoup. Il dit tout. »

Écrivant pour la London Review of Books en février 2017, Michael Wood a décrit le film comme une étude d'une tragédie intergénérationnelle héritée :
[À la fin du film] il reste encore dix minutes à feu Ingmar Bergman. Le film continue de nous montrer le beau visage impénétrable de Chiron. Le silence ne nous dit rien, il nous demande juste d'avoir pitié de lui... Mais tout n'est pas perdu, car en regardant Chiron, on peut penser à autre chose : sa ressemblance avec Juan (sa figure paternelle ). Est-ce à dire que Juan était autrefois un Chiron... Pas tout à fait peut-être, mais le dernier plan du film est du jeune Chiron assis sur la plage... regardant l'océan... Ses yeux écarquillés suggèrent tout le désolation et promesse que Juan a vu en lui au début. Si nous recommençons, les choses seraient-elles différentes ?
Camilla Long de The Times a écrit que « l'histoire du film a été racontée d'innombrables fois, contre d'innombrables décors », et que le film n'est pas « pertinent » pour un public principalement « hétéro, blanc, de la classe moyenne ». Long a été critiquée par les utilisateurs sur Twitter pour l'examen, et a été accusée d'être homophobe et raciste dans ses écrits. Catherine Shoard, cependant, a souligné que « les opinions des critiques sont subjectives et sont censées l'être », mais a également noté sa consternation pour la « lutte de Long pour ressentir ceux qui ne vous ressemblent pas ». De plus, David McAlmontfait référence à l'examen de Long comme « pas un examen... [mais] une réponse de guêpe à d'autres commentaires ».
Richard Brody de The New Yorker a inclus Moonlight dans sa liste des 27 meilleurs films de la décennie.

### Box-office
Moonlight a rapporté 27,8 millions de dollars aux États-Unis et au Canada et 37,5 millions de dollars dans d'autres territoires pour un produit brut mondial de 65,3 millions de dollars, contre un budget de production de 4 millions de dollars.
Le film a été projeté à l'origine dans quatre salles dans sa sortie limitée du 21 octobre 2016, totalisant 402 072 $ (une moyenne par théâtre de 100 519 $). Le compte de théâtre du film a culminé à 650 dans sa grande ouverture le 18 novembre 2016, avant d'étendre à 1 014 théâtres en février. Après la cérémonie des Oscars, A24 a annoncé que le film serait projeté dans 1 564 cinémas. Dans le week-end suivant sa victoire aux Oscars, le film a rapporté 2,5 millions de dollars, en hausse de 260% par rapport à sa semaine précédente et marquant le week-end le plus rentable de toute sa sortie en salles. C'était également un chiffre d'affaires plus élevé que les deux précédents gagnants du meilleur film, Spotlight (1,8 million de dollars) et Birdman (1,9 million de dollars), lors de leur premier week-end après les Oscars.
- France : 563 442 entrées[28]

Le 7 mars 2017, le service de streaming vidéo basé à Pékin, iQiyi, a annoncé qu'il avait acquis les droits de diffusion du film en Chine. Le film est également disponible en DVD et en format multimédia domestique via iTunes.

## Analyse du thème
Peter Bradshaw de The Guardian, énumère « l'amour, le sexe, la survie, les mères et les figures paternelles » parmi ses thèmes, en particulier le manque du père. Cependant, A. O. Scott du New York Times cite le personnage Juan comme un exemple de la façon dont le film « évoque des clichés de la masculinité afro-américaine afin de les briser ». Dans sa revue dans Variety, Peter Debruge suggère que le film démontre que l'identité afro-américaine est plus complexe que ce qui a été décrit dans les films du passé. Par exemple, alors que Juan joue le rôle de défenseur et de protecteur de Little, il fait également partie des causes profondes d'au moins une partie des difficultés que le jeune garçon endure.
Un thème majeur de Moonlight est l'identité masculine noire et ses interactions avec l'identité sexuelle. Le film prend la forme d'un triptyque afin d'explorer le chemin d'un homme d'une enfance délaissée, en passant par une adolescence en colère, jusqu'à l'épanouissement à l'âge adulte.
Cette histoire particulière de la sexualité de Chiron est également considérée comme une histoire de race dans une ère « post- Obama ». Le film fusionne un film d'art avec un film de capot dans sa représentation des personnages afro-américains à l'écran. De nombreuses techniques de film sont utilisées pour juxtaposer les personnages et l'action sur scène, y compris l'utilisation d'une partition orchestrale faite dans la mélodie de motifs R&B et hip-hop populaires. Cela traite spécifiquement du thème de la récupération de l'identité, en particulier en termes de noirceur. Les personnages opèrent dans une ville urbaine de la classe ouvrière en Floride, mais sont représentés à travers les conventions de la maison d'art pour créer un nouvel espace pour les personnages noirs au cinéma. Cela reflète l'odyssée de Chiron pour apprendre qui il est, car il lutte constamment pour essayer de trouver un peu d'essentialisme à son identité, mais échoue constamment à le faire. La structure du triptyque aide à réitérer la personnalité fragmentée du film et de Chiron
.

### Masculinité noire
Le co-scénariste du film, Tarell Alvin McCraney, parle du sujet de la masculinité noire dans le film, expliquant pourquoi Chiron s'est donné tant de mal pour modifier son personnage. Il soutient que les communautés sans privilège ni pouvoir cherchent à l'obtenir par d'autres moyens. Il dit qu'une des façons dont les hommes dans ces communautés le font est d'essayer d'améliorer leur identité masculine, sachant que cela fournit souvent un moyen de renforcer le contrôle social dans une société patriarcale.
Dans Moonlight, la masculinité est dépeinte comme rigide et agressive, parmi le comportement des jeunes hommes noirs dans le groupe d'adolescents de Chiron. L'expression d'hyper-masculinité chez les hommes noirs a été associée à l'acceptation par les pairs et à la communauté. Par contre, être homosexuel au sein de la communauté noire a été associé à l'aliénation sociale et au jugement homophobe des pairs parce que les homosexuels noirs sont considérés comme faibles ou efféminés. Dans le film, Chiron est placé dans cette fracture en tant qu'homme gay noir et modifie sa présentation de la masculinité comme une stratégie pour éviter le ridicule parce que l'homosexualité est considérée comme incompatible avec les attentes masculines noires. Enfant, Kevin cache sa sexualité afin d'éviter d'être distingué comme Chiron. En vieillissant, Chiron reconnaît la nécessité de se conformer à un idéal hétéronormatif de la masculinité noire afin d'éviter les abus et l'homophobie. En tant qu'adulte, Chiron choisit d'embrasser la performance stéréotypée du genre masculin noir en devenant musclé et trafiquant de drogue.
Moonlight explore les effets de cette impuissance ressentie chez les hommes noirs. Comme l'explique McCraney, faire face à ce sentiment coïncide souvent avec des tentatives d'exagérer sa masculinité, d'une manière qui peut facilement devenir toxique. Il dit qu'un effet secondaire malheureux de trop se pencher sur la masculinité est que les hommes ne veulent plus être « caressés, nourris ou doux », c'est pourquoi un personnage comme Juan peut intriguer certains publics. Le choix de Chiron de valoriser la masculinité par rapport au désir d'être aimé ou caressé devient évident dans des scènes comme sa première rencontre sexuelle avec Kevin. Ces idées sont liées à l'essai d'Omise'eke Natasha Tinsley Black Atlantic, Queer Atlantic, dans lequel elle prétend que les navires négriers du passage du milieu ont peut-être permis la formulation d'identités et de relations étranges entre les hommes et les femmes noirs sous le pont. Elle soutient que la formulation de relations homosexuelles était une méthode de résistance, procurant amour et réconfort aux Noirs alors qu'il n'aurait pas dû y en avoir. Cependant, Chiron ne considère pas le désir de former un lien homosexuel comme compatible avec son désir de revendiquer sa masculinité, et cette fausse dichotomie est la source de beaucoup de tensions internes et de conflits dans son personnage tout au long du film.

### Relation entre négritude, masculinité et vulnérabilité
La couleur de peau, la masculinité et la vulnérabilité sont les principaux axes de ce film. Dans la scène de la plage avec Chiron, Juan, qui représente la figure du père absent, souligne l'importance de l'identité noire. Juan dit : « Il y a des Noirs partout. N'oublie pas cela, d'accord ? Dans tout les endroits où tu iras dans le monde il y a des Noirs. Nous avons été les premiers sur cette planète. » Alors que Juan parle de la pertinence et de l'importance de l'expérience des noirs, il pense également à un moment de sa jeunesse où une vielle femme lui a dit « au clair de lune, les enfants noirs ont l'air bleus ». C'est une image que le public peut voir lorsque le réalisateur film de nombreux plans de Chiron au clair de lune. Juan semble associer cette image à la vulnérabilité, étant donné qu'il dit à Chiron qu'il a finalement abandonné le surnom de « Bleu » afin de favoriser sa propre identité. Les scènes représentant Chiron au clair de lune sont presque toujours celles dans lesquelles il est vulnérable ; sa nuit intime sur la plage avec Kevin par exemple. Tout au long du film, cette dichotomie entre noir et bleu remplace celle entre endurci et vulnérable, le corps noir oscillant souvent entre les deux. Dans le cas de Chiron, le corps noir, qui peut être considéré comme intrinsèquement vulnérable par la société américaine, doit être endurci pour survivre, comme le montre l'attitude finale de Chiron, très masculine et dominante.

### Eau
L'eau est souvent considérée comme purifiante et transformatrice ; cela apparait dans le film. Qu'il nage dans l'océan ou qu'il s'éclabousse simplement son visage, Chiron interagit constamment avec l'eau. Cependant, il est à noter que l'eau est le plus souvent vue dans le film à des périodes clefs de la vie de Chiron. Tout au long de sa vie, l'eau lui apport du réconfort, par exemple en prenant des bains lorsque sa mère n'est pas à la maison ou en nageant dans l'océan avec Juan. Dans la scène où Juan apprend à nager à Little, il lui explique la dualité de l'eau dans l'existence des Noirs, un concept abordé dans le texte d' Omise'eke Natasha Tinsley, Black Atlantic, Queer Atlantic: Queer Imaginings of the Middle Passage. L'océan est comme un « courant opposé » comme le dit Tinsley, qui peut être à la fois un lieu d'inégalité et d'exploitation ainsi que de beauté et de résistance. L'eau est un environnement qui peut détruire Chiron ou lui permettre de triompher et tout au long du film. Il utilise l'eau pour faire face à son destin et se ressourcer.